# Alisa Zjambalova
Alisa Sajanovna Zjambalova (ryska: Алиса Саяновна Жамбалова), född 13 september 1994, är en rysk längdskidåkare som debuterade i världscupen den 1 februari 2013 i Sotji i Ryssland. Hon deltog vid världsmästerskapen i nordisk skidsport 2017 där hon slutade på 23:e plats i 30 km fristil.